# Gonioscelis exouros
Gonioscelis exouros là một loài ruồi trong họ Asilidae. Gonioscelis exouros được Londt miêu tả năm 2004. Loài này phân bố ở vùng nhiệt đới châu Phi.